# A99-es autópálya (Németország)
Az A99-es autópálya (németül: Bundesautobahn 99) egy autópálya Németországban. Hossza 53,5 km.